# Systaria hainanensis
Espèce
Systaria hainanensis est une espèce d'araignées aranéomorphes de la famille des Miturgidae.

## Distribution
Cette espèce est endémique de Hainan en Chine,.

## Description
Le mâle holotype mesure 8,19 mm et la femelle paratype 10,70 mm.

## Étymologie
Son nom d'espèce, composé de hainan et du suffixe latin -ensis, « qui vit dans, qui habite », lui a été donné en référence au lieu de sa découverte, Hainan.

## Publication originale
- Zhang, Fu & Zhu, 2009 : First report of the sac spider genus Systaria Simon (Araneae: Clubionidae) from China: Systaria hainanensis sp. nov. and Systaria mengla (Song & Zhu, 1994) comb. nov. Zootaxa, no 2305, p. 51-60.